# Beat Zberg
Beat Zberg (Altdorf, 10 de maig de 1971) és un ciclista suís, ja retirat, que fou professional entre el 1992 i el 2007. Durant la seva carrera professional aconseguí més de 40 victòries, destacant una victòria d'etapa a la Volta a Espanya de 2001, el campionat nacional en ruta de 2007, el de contrarellotge de 1998 i la Rund um den Henninger Turm de 1996. El 1996 va prendre part als Jocs Olímpics d'Estiu d'Atlanta.
És el germà gran dels també ciclistes Markus i Luzia Zberg.

## Palmarès
- 1989
  - 1r al Gran Premi Rüebliland i vencedor de 2 etapes
- 1992
  - 1r a l'Étoile de Bessèges
  - 1r al Trofeu Matteotti
  - 1r al Giro della Romagna
  - 1r a la Wartenberg Rundfahrt
  - 1r a la Schynberg Rundfahrt
- 1993
  - 1r al Giro del Piemont
  - 1r al Circuit de Karstenberg
- 1994
  - Vencedor d'una etapa de la Volta a Astúries
- 1995
  - 1r a la Volta a Astúries i vencedor d'una etapa
  - Vencedor d'una etapa del Tour de Romandia
  - Vencedor d'una etapa de la Challenge a Mallorca
- 1996
  - 1r al Rund um den Henninger Turm
  - 1r a la Berner Rundfahrt
- 1997
  - 1r a la Pujada a Urkiola
  - 1r a la Coppa Placci
  - 1r al Giro del Mendrisiotto
  - 1r al Memorial Joseph Voegeli
- 1998
  -  Campió de Suïssa CRI
  - 1r a la Volta a Àustria i vencedor d'una etapa
  - 1r al Memorial Joseph Voegeli
- 2001
  - 1r al Gran Premi Winterthur
  - Vencedor d'una etapa de la Volta a Espanya
- 2002
  - Vencedor d'una etapa de la Volta a Euskadi
- 2003
  - Vencedor d'una etapa de la Setmana Catalana
- 2004
  - Vencedor d'una etapa de la Volta a Euskadi
  - Vencedor d'una etapa de la Setmana Catalana
- 2006
  - 1r al Gran Premi del cantó d'Argòvia
  - Vencedor d'una etapa de la Bayern Rundfahrt
- 2007
  -  Campió de Suïssa en ruta
  - Vencedor d'una etapa del Tour de l'Ain

### Resultats al Tour de França
- 1994. 27è de la classificació general
- 1995. 19è de la classificació general
- 1997. 11è de la classificació general
- 1998. 40è de la classificació general
- 1999. 109è de la classificació general
- 2002. 27è de la classificació general
- 2005. 93è de la classificació general
- 2006. Abandona (15a etapa)

### Resultats a la Volta a Espanya
- 2001. 31è de la classificació general. Vencedor d'una etapa
- 2003. 77è de la classificació general

### Resultats al Giro d'Itàlia
- 1996. 12è de la classificació general